# Gianfrancesco Penni

Gianfrancesco Penni, Virgem com um Diadema Azul, 1512. Louvre

Gianfrancesco Penni, também conhecido como Giovan Francesco, foi um pintor italiano. Seu irmão Bartolommeo era um artista da corte Tudor de Henrique VIII, e outro irmão, Luca, acabou como um dos artistas italianos da Escola de Fontainebleau.